# Dioptis zarza
Dioptis zarza är en fjärilsart som beskrevs av Paul Dognin 1894. Dioptis zarza ingår i släktet Dioptis och familjen tandspinnare. Inga underarter finns listade i Catalogue of Life.